# سباق طواف فرنسا 1991
سباق طواف فرنسا 1991 من سلسلة سباقات سباق طواف فرنسا. أقيم هذا السباق في تاريخ 6-28 يوليو 1991 على 22+Prologue مراحل. بعد مرور 101 ساعة و01 دقيقة و20 ثانية وبعد طي 3914.4 كم بمتوسط 38.747 كم في الساعة فاز بالميدالية الذهبية ميغيل إندوراين من إسبانيا، فيما حصد جياني باغنو من إيطاليا الميدالية الفضية، وكانت الميدالية البرونزية من نصيب كلاوديو تشيابوتشي من إيطاليا.

## الميداليات
| ذهب                      | فضة                   | برونز                       |
| ميغيل إندوراين - إسبانيا | جياني باغنو - إيطاليا | كلاوديو تشيابوتشي - إيطاليا |